# Mansuè
Mansuè là một đô thị ở tỉnh Treviso trong vùng Veneto, có cự ly khoảng 45 km về phía đông bắc của Venice và khoảng 30 km về phía đông bắc của Treviso. Tại thời điểm ngày 31 tháng 12 năm 2004, đô thị này có dân số 4.426 người và diện tích là 26,9 km².
Mansuè giáp các đô thị: Fontanelle, Gaiarine, Gorgo al Monticano, Oderzo, Pasiano di Pordenone, Portobuffolé, Prata di Pordenone.